# لياندرو فيلازكيز
لياندرو فيلازكيز (بالإسبانية: Leandro Velázquez) هو لاعب كرة قدم أرجنتيني في مركز الوسط، ولد في 10 مايو 1989 في بوينس آيرس في الأرجنتين. شارك مع منتخب الأرجنتين تحت 20 سنة لكرة القدم. أما مع النوادي، فقد لعب مع سان مارتين دي سان خوان وفيليز سارسفيلد ونادي جوهر دار التعظيم ونادي جوهر درول تقسيم 2 ونيولز أولد بويز.

## وصلات خارجية
- لياندرو فيلازكيز على موقع إي إس بي إن إف سي (الإنجليزية)
- لياندرو فيلازكيز على موقع قاعدة بيانات كرة القدم.إي يو (الإنجليزية)
- لياندرو فيلازكيز على موقع Soccerway.com (الإنجليزية)
- لياندرو فيلازكيز على موقع AS.com (الإسبانية)